# Iarina Demian
Iarina Demian (n. 19 iulie 1938, București) este o actriță de teatru, film și televiziune, regizor și scenarist.

## Biografie
A absolvit Institutul de Artă Teatrală și Cinematografică „I. L. Caragiale” București, promoția 1959, clasa profesor Radu Beligan, specialitatea actorie.
Limbi străine cunoscute: franceză, cehă și rusă.
A fost soția jurnalistului Ioan Chirilă, fiind mama actorului și solistului vocal Tudor Chirilă și a antrenorului de fotbal Ionuț Chirilă.
Actrița Iarina Demian a fost decorată la 13 decembrie 2002 cu Ordinul Național Serviciul Credincios în grad de Cavaler, alături de alți actori, „pentru devotamentul și harul artistic puse în slujba teatrului romanesc, cu prilejul împlinirii unui veac și jumătate de existență a Teatrului Național din București”.

## Teatru

### Actriță
- rolul Dorimene în spectacolul Burghezul Gentilom de Moliere - regia Lucian Giurchescu, Teatrul de Comedie - București

- rolul Iulia Julie în spectacolul Umbra, de Evghenii Svart - regia David Esrig, Teatrul de Comedie - București

- rolul Casandra în spectacolul Troilus și Cressida de William Shakespeare, regia David Esrig, Teatrul de Comedie - București

- rolul Gabriela în spectacolul Somnoroasa Aventură de Theodor Mazilu, regia Dinu Cernescu, Teatrul de Comedie - București

- rolul Ara în spectacolul Arca bunei speranțe de I.D. Sarbu, regia Geo Berechet, Teatrul de Comedie - București

- rolul Lady Politick în spectacolul Volpone de Ben Jonson, regia Ion Cojar, Teatrul de Comedie - București

- rolul Emma în spectacolul Musafirul care n-a sunat la ușă, de Joaquin Calvo-Sotelo, regia Nicoleta Toia, Teatrul de Comedie - București

- rolul Natalia Abasvilli în spectacolul Cercul de cretă caucazian, de Bertold Brecht, regia Lucian Giurchescu, Teatrul de Comedie - București

- rolul Celia în spectacolul Zăpăcitul, de Moliere, regia Ion Lucian, Teatrul de Comedie - București

- rolul Duniasa în spectacolul Livada de vișini, de A.P. Cehov, regia Lucian Giurchescu, Teatrul de Comedie - București
- rolul Mathurine în spectacolul Don Juan, de Moliere, regia Valeriu Moisescu, Teatrul de Comedie - București
- rolul Dna Chassen în spectacolul Harold și Maude, de Colin Higgins, regia Sanda Manu, Teatrul de Comedie - București
- rolul Iskra în spectacolul Turnul de fildeș, de Rozov, regia Ion Cojar, Teatrul de Comedie - București
- rolul Teodonia în spectacolul Arma secretă a lui Arhimede, de Dumitru Solomon, regia Grigore Gonța, Teatrul de Comedie - București
- rolul Maria în spectacolul Cher Antoine, de Anouilh, regia Lucian Giurchescu, Teatrul de Comedie - București 1970
- rolul Sofia Igorovna în spectacolul Hamlet de provincie de A.P. Cehov, regia Lucian Giuchescu, Teatrul de Comedie - București 1979
- rolul Dochi în spectacolul D’ale protocolului, de Paul Everac, regia Alexandru Darie, Teatrul de Comedie - București 1989
- rolul Marchisa de Merteuill în spectacolul Legături primejdioase, de Christopher Hampton, regia Alexandru Darie, Teatrul de Comedie - București 1991
- rolul Doamna Dieulafoi în spectacolul Colivia cu nebune, de Jean Poiret, regia Valeriu Moisescu, Teatrul de Comedie - București - 1992
- rolul Liuska în spectacolul Fuga de Mihail Bulgakov, regia Catalina Buzoianu, Teatrul de Comedie - București - 1995
- rolul Femeia în spectacolul Trei femei înalte, de Edward Albee, regia Vlad Massaci, Teatrul de Comedie - București - 1997
- rolul Emilia în spectacolul Comedia erorilor, de W. Shakespeare, regia Alexandru Dabija, Teatrul de Comedie - București
- rolul Dna Rosepettle în spectacolul O, Tată, sărmane tată, mama te-a spânzurat în dulap iar eu sunt foarte trist, de Arthur Kopit, regia Iarina Demian, Teatrul de Comedie - București - 2000
- rolul Kate în spectacolul A fost odată în Brooklin, de Neil Simon, regia Iarina Demian, Teatrul de Comedie - București

### Regie
- O, tată, sărmane tată, mama te-a spânzurat în dulap iar eu sunt foarte trist. de A. Kopit, Teatrul de Comedie - București - 2000
- A fost odată în Brooklyn…, după piesa Brighton Beach Memoirs de Neil Simon, Teatrul de Comedie Bucuresti - 2002
- Chirița of Bîrzoieni, adaptare după piesa lui Vasile Alecsandri. Primul muzical românesc. Muzica Tudor Chirilă și Gelu Ionescu, adaptare și versurile cântecelor de Iarina Demian - Teatrul de Comedie - București - 2004
- Ferdinand al VIII-lea Regele Spaniei, adaptare după Însemnările unui nebun, de N.V.Gool - Teatrul de Comedie - București - 2005
- Biloxi Blues, de Neil Simon, Fundația artEst în coproducție cu Arcub și Teatrul de Comedie - București - 2006
- Teatrul radiofonic Femeile Bibliei, serial - Radio Vocea Evangheliei
- Preludiul și Libestod de Terrence McNally - 2010
- Problema, de A.R.Gurney - Fundația artEst – Teatrul de Comedie - București
- Naomi în camera de zi, de Christopher Durang
- O lume pe dos, Fundația artEst
- Prizonierul din Manhattan, de Neil Simon - Arcub - 2012
- Coada, de Israel Horovitz - FNT de la Sibiu - FNT 2015 - 2016
- Indianul vrea în Bronx – Fundația artEST în parteneriat cu AFCN prin proiectul “artiștii împotriva violentei și discriminării" - FNT Sibiu - 2016
- In the Forest dark and Deep, de Neil LaBute, Teatrul Unteatru - 2019

### Scenarii
- 17 dramatizări după textele Bibliei în ciclul “Femeile Bibliei”, transmise de radio Vocea Evangheliei din București, Sibiu, Arad, Oradea, Timișoara
- Nașterea și Învierea, dramatizări după textele Bibliei, radio Vocea Evangheliei
- Născuți vinovați - scenariu de film si/sau TV
- Am să mă întorc bărbat, achiziționat de Media Pro Pictures, după ideea albumului “Am să mă întorc bărbat”- Vama Veche

## Televiziune
- rolul Tania în teleplay Întâlnire în Taiga, de Arbuzov , regia Nicolae Motric
- rolul EA în teleplay Faleza, de Aldo Nicolai, regia Letiția Popa
- rolul Eva în teleplay “Procesul lui Horia” de Al. Voitin - regia Domnița Munteanu
- rolul Eliza în teleplay Trei generații, de Lucia Demetrius, regia Nicolae Motric
- rolul Spioana în teleplay Potcoava de piatră, de George Banu, regia Nicolae Motric
- rolul EA în teleplay Libertate conjugală, de Dario Fo, regia Domnița Munteanu
- rolul Nina în teleplay Escu, de Tudor Mușatescu - regia Nicolae Motric
- rolul Sultana în teleplay Noaptea în care nu se doarme, de Al. Voitin, regia Domnița Munteanu
- rolul Doamna Clara, în teleplay Vlaicu Vodă - regia Nicolae Motric
- rolul Lucille în Danton, de Georg Buhner - regia Letiția Popa
- rolul Isckra în teleplay Turnul de fildeș - regia Cornel Popa
- rolul Ema în teleplay Musafirul care ne-a sunat la ușă, de Joaquin Calvo-Sotelo, regia Nicoleta Toia
- 3 recitaluri de poezie românească clasică si contemporană in cadrul emisiunii “La sfârșit de săptămână", realizator Tudor Vornicu. Colaj din creația autorilor Lucian Blaga, Nichita Stănescu, Nina Cassian, Ștefan Augustin Doinaș, Ana Blandiana, George Topârceanu. Excluse recitalurile de poezie patriotică.
- Numeroase emisiuni de divertisment (teatru scurt de televiziune)

## Filmografie

### Actriță
- Mai presus de orice (1978)
- Liceenii (1986) - mama Danei Vasilescu
- Sanda (film) (1990): Mama Sandei - regia Cristiana Nicolae
- Bulboana lui Valinaș (film) - rolul Mădălina (examen de licență) - după Mihail Sadoveanu, regia Nicolae Corjos

## Premii
- Ordinul Național Serviciul Credincios în gradul de Cavaler - 2002
- Premiul Revistei Vip pentru spectacolul Chirița of Bîrzoieni - 2004
- Premiul revistei Vip pentru regia spectacolului Biloxi Blues - 2006
- Premiul municipiului București pentru întreaga activitate - 2009
- Premiul de excelență “Fest Co” pentru întreaga activitate - 2015
- Premii și participări la festivaluri internaționale și naționale de teatru